# Police civile (Brésil)
La police civile brésilienne (Polícia Civil) est une institution de la sécurité publique existante dans les 26 États brésiliens et dans le District fédéral, dont la fonction, conformément aux termes de l'article 144 de la Constitution de la république fédérative du Brésil, est la conservation de l'ordre public et la sécurité des personnes et du patrimoine. Toujours selon le même article de la Constitution, entre aussi dans ses fonctions l'exercice de la police judiciaire et les enquêtes sur les infractions pénales, à l'exception de celles ressortant du domaine militaire. La police civile est subordonnée aux gouverneurs des États ou du District fédéral et des Territoires ; elle est dirigée par des officiers de carrière.

## Histoire
Elle trouve son origine avec la création de l'« Intendance générale de police de la cour et de l'État du Brésil », à Rio de Janeiro, le 10 mai 1808, et avec  celle, la même année, du ministère de la Police de l'État de Rio, embryon de la police civile actuelle, puis avec la création de postes de commissaires de police en 1810, lesquels opèrent sur l'ensemble du territoire brésilien. Elle a fêté son bicentenaire en 2008.

## Missions
Elle assure les fonctions de police judiciaire à travers des unités distribuées sur l'ensemble du territoire, appelées Commissariats de police. Depuis 1871, les enquêtes sur les infractions sont conduites selon les normes définies par le code de procédure pénale brésilien. Les enquêtes policières sont menées de façon indépendante par la police fédérale et la police civile, qui en réfèrent à la juridiction pénale compétente après leur achèvement. Le procureur peut faire d'autres demandes de renseignements afin de mieux instruire ses poursuites.
Il existe aussi des départements et des commissariats de police spécialisés qui effectuent des recherches spécifiques sur certains crimes et délits, comme les homicides, les vols, les enlèvements avec demande rançon, les atteintes à l'environnement, les violences faites aux femmes, la criminalité informatique, etc. 
Enfin, des unités d'opérations spéciales de type SWAT interviennent lors d'événements susceptibles de présenter un risque accru pour la sécurité physique des citoyens et la police. Ces unités interviennent également en renfort des autres unités de la police quand celles-ci ont besoin de soutien opérationnel pour mener des enquêtes, ou en marge des arrestations, principalement dans les domaines de la criminalité violente. Parmi ces unités se trouvent le CORE de Rio, le GOE de São Paulo.

## Effectifs
Les effectifs globaux de la police civile sont en 2003 de 114 000 dans les États, de 8 000 au niveau fédéral, contre 344 000 pour la police militaire.

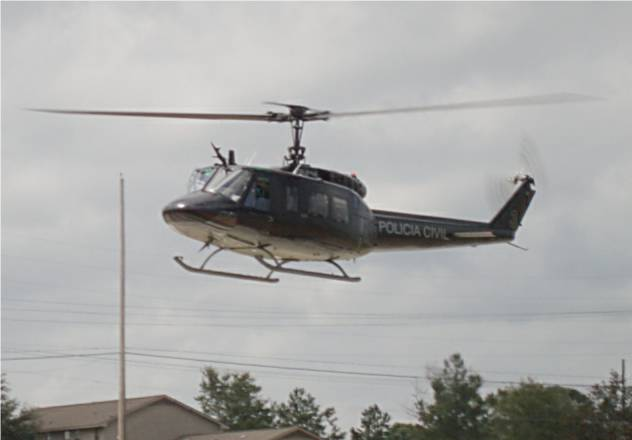
Hélicoptère de la Polícia Civil (Rio de Janeiro)

## Structure des polices civiles brésiliennes
L'organisation est calquée sur celle de la Police militaire. Les structures sont dirigées dans chaque État par un Chef de police ou Délégué général de police, dont la carrière est régie par l'article 144 § 4º de la Constitution. Ces dirigeants sont nommés par le Gouverneur de l'État. La police civile comprend les 27 corps suivants :
- Polícia Civil do Distrito Federal - Brasilia
- Polícia Civil do Estado do Acre
- Polícia Civil do Estado de Alagoas
- Polícia Civil do Estado do Amapá
- Polícia Civil do Estado do Amazonas
- Polícia Civil do Estado da Bahia
- Polícia Civil do Estado do Ceará
- Polícia Civil do Estado do Espírito Santo
- Polícia Civil do Estado de Goiás
- Polícia Civil do Estado do Maranhão
- Polícia Civil do Estado do Mato Grosso
- Polícia Civil do Estado do Mato Grosso do Sul
- Polícia Civil do Estado de Minas Gerais
- Polícia Civil do Estado do Pará
- Polícia Civil do Estado da Paraíba
- Polícia Civil do Estado do Paraná
- Polícia Civil do Estado de Pernambuco
- Polícia Civil do Estado do Piauí
- Polícia Civil do Estado do Rio Grande do Norte
- Polícia Civil do Estado do Rio Grande do Sul
- Polícia Civil do Estado do Rio de Janeiro
- Polícia Civil do Estado de Rondônia
- Polícia Civil do Estado de Roraima
- Polícia Civil do Estado de Santa Catarina
- Polícia Civil do Estado de São Paulo
- Polícia Civil do Estado de Sergipe
- Polícia Civil do Estado de Tocantins

## Armement
L'armement le plus courant consiste en des pistolets calibre .40 S&W ou .45 ACP produits notamment par IMBEL et Forjas Taurus SA et des riotguns (calibre 12 tels que les Magtech 586P et autres Mossberg 500). Des armes d'épaule automatiques comme les Colt M16 (et ses variantes M4/Commando) ou IMBEL MD97) sont devenues d'un emploi nécessaire pour se mettre au niveau de l'armement moderne utilisé par les criminels.

## Moyens
Les polices civiles brésiliennes, outre leur importantes flottes d'automobiles (berlines et utilitaires), utilisent aussi des blindés et des hélicoptères pour certaines missions.

## Faits médiatisées

### Un hélicoptère de la police est abattu
Le 17 octobre 2009, lors d'une opération contre des trafiquants de drogue dans une favela du nord de Rio de Janeiro, un hélicoptère de la police a été abattu. Le pilote a perdu le contrôle de l'appareil après avoir été touché à la jambe. Le pilote et trois passagers ont pu s'extraire de l'appareil avant que celui-ci ne prenne feu et explose, tuant les deux autres occupants. Dix trafiquants présumés ont été tués durant cette journée. Des représailles se sont ensuivies, plusieurs bus ont été incendiés,,.

## Source de la traduction
- (pt) Cet article est partiellement ou en totalité issu de l’article de Wikipédia en portugais intitulé « Polícia Civil do Brasil » (voir la liste des auteurs).